# Torre Portakal Çiçeği

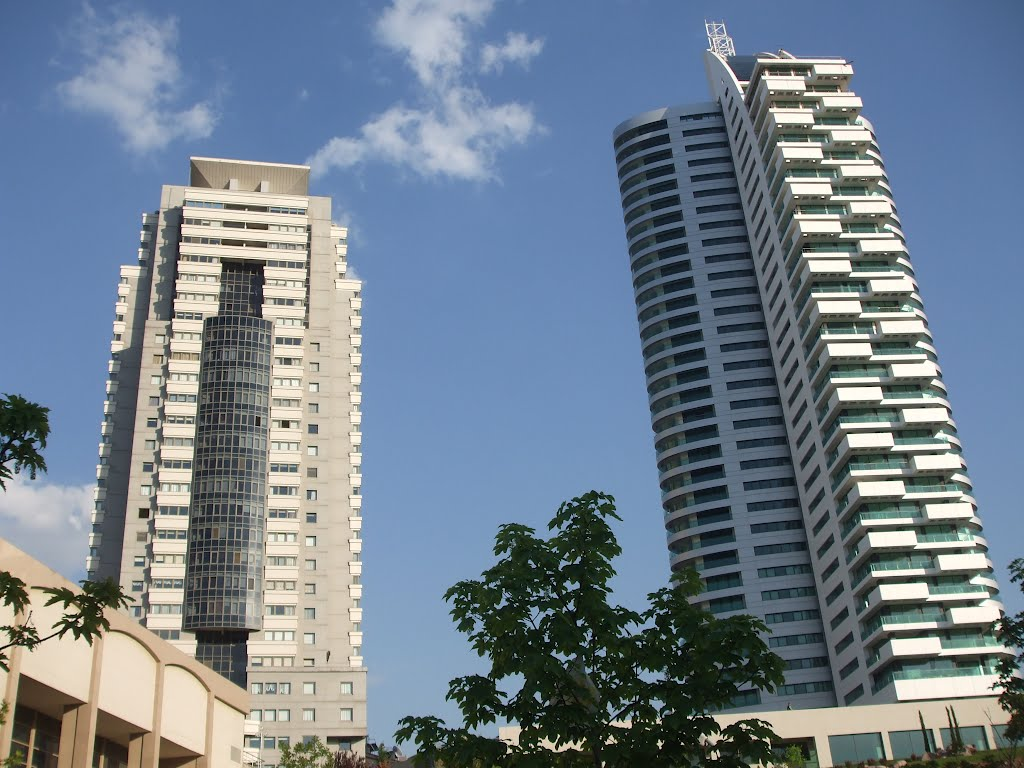
Torre Portakal Çiçeği (direita)

A Torre Portakal Çiçeği é uma torre residencial em Ancara, Turquia, que deteve o recorde de edifício mais alto em Ancara, desde a sua conclusão em 2009 até 2014, quando foi superada pela Torre Turk Telekom. Atualmente é o nono edifício mais alto de Ancara.
A torre tem 142 metros de altura e incluindo a antena tem 161 metros. É construído num terreno de 5.913 metros quadrados, e seu espaço útil é de 40.380 metros quadrados. O arquiteto que projetou o edifício é Semra Teber. A torre residencial possui um terraço construído em aço e vidro com jardim no 32º andar. O edifício de 42 pisos tem 5 pisos abaixo do nível do solo.